# Stadsschouwburg Antwerpen

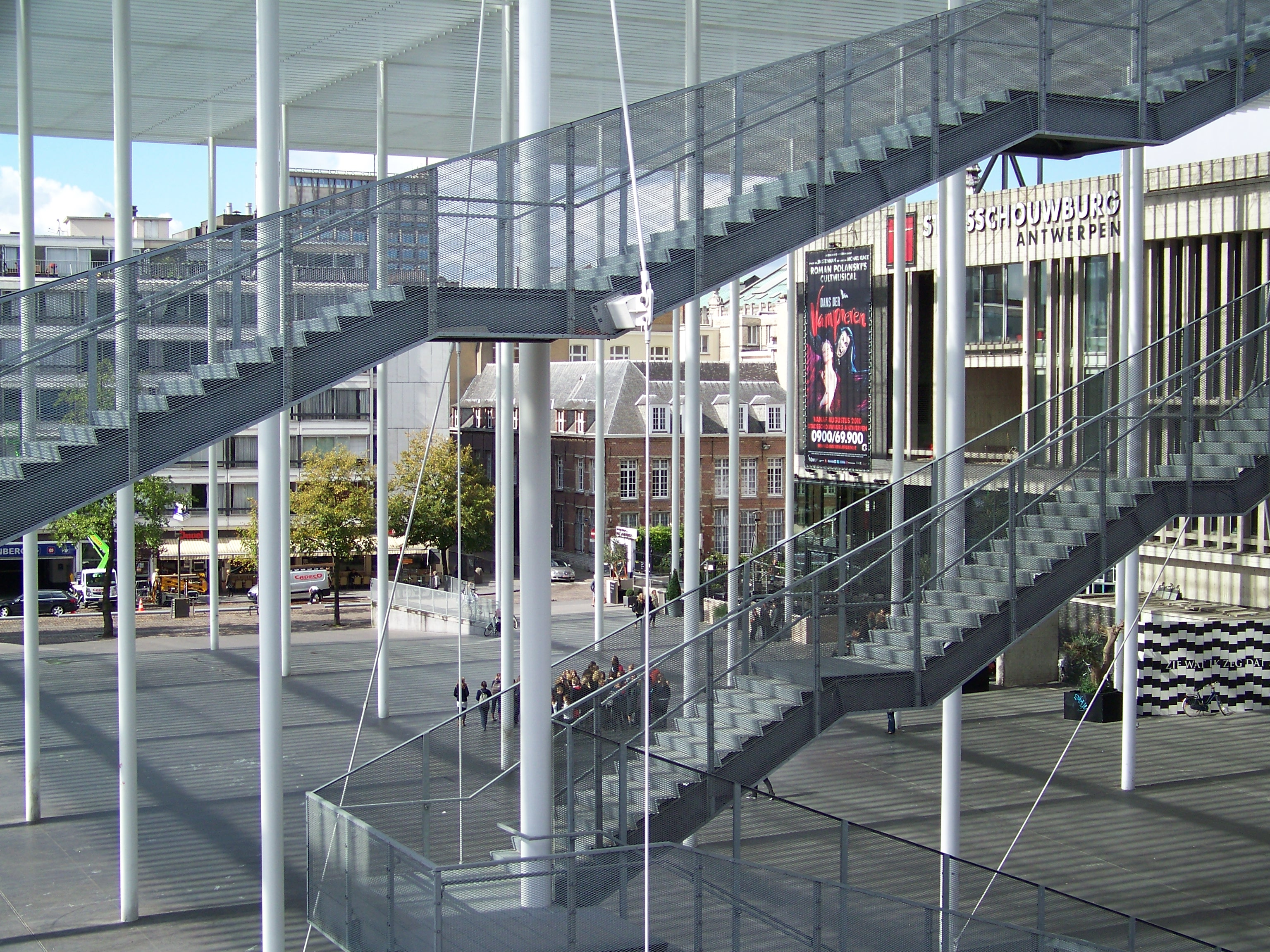
Voorzijde van de Stadsschouwburg in Antwerpen.

De Stadsschouwburg Antwerpen is een theatergebouw in Antwerpen, gelegen aan het Theaterplein. De theaterzaal biedt plaats aan zo'n 2.000 bezoekers.  Een selectie van de gespeelde musicals in de schouwburg betreft Mamma mia!, Les Miserables, The Sound of Music, Notre Dame De Paris, Cats en Shrek (musical).

## Geschiedenis
Op 28 oktober 1944 viel er een V1 bom op de Bonte Mantelstraat, waarbij 71 doden en 80 gewonden vielen. De vernielingen waren enorm. In 1969 verdween de Bonte Mantelstraat en de Kanonstraat om plaats te maken voor de aanleg van het Theaterplein. Het stadsbestuur besloot op deze plek de nieuwe Stadsschouwburg te bouwen. De aanleiding was een brand in 1958 die plaatsvond in de kelders van de Bourlaschouwburg. Als gevolg hiervan werden verschillende theaters gesloten, waaronder de Bourlaschouwburg. Er werden ook nieuwe, strengere brandnormen ingevoerd. Daarom besloot het een cultuurtempel te bouwen die zowel de KNS, het KJT (HETPALEIS), het RVT (Reizend Volkstheater) en de theateropleiding (Studio Herman Teirlinck) zou herbergen. De werken werden uiteindelijk gestart in 1968 en sleepten 12 jaar aan.
Het modernistisch gebouw (brutalisme), naar een ontwerp van architecten Rie Haan, Renaat Verbruggen en Marc Appel, werd vanaf 1980 in gebruik genomen. Al snel kwam er weerstand van Antwerpenaren, die het hadden over "den bunker", maar ook van artiesten, die de schouwburg veel te groot vonden voor het beperkte aantal zitplaatsen. De zaal was immers immens groot maar bood plaats aan amper 800 toeschouwers.
De zaal werd begin jaren 90 omgebouwd. Daarop trok de KNS, nu het Toneelhuis, naar de Bourlaschouwburg en kwam de Stadsschouwburg leeg te staan. De concessie voor het gebruik van verschillende delen van de schouwburg werd toevertrouwd aan Music Hall Group. De capaciteit werd opgedreven van 800 naar 2.060 plaatsen. Hierdoor kwamen er per jaar 200.000 bezoekers langs in plaats van de 10.000 per jaar voor de verbouwingen. 
Op 6 januari 2014 werd de dagelijkse leiding van de Stadsschouwburg overgenomen door de Sportpaleis Group.
Op 16 mei 2022 kondigde het Antwerpse stadsbestuur officieel aan dat de Stadsschouwburg gesloopt zou worden. Als oorzaak worden de aanwezigheid van betonrot, hoge onderhoudskosten en het feit dat de zaal niet langer aan moderne veiligheidsvereisten voldoet aangehaald. Er wordt gezocht naar een nieuwe locatie om de functies van het huidige gebouw onder te brengen.